# Wólka (Filipów)
Pour les articles homonymes, voir Wólka.
Wólka est un village de Pologne, situé dans la gmina de Filipów, dans le powiat de Suwałki, dans la voïvodie de Podlachie à l'est de la Pologne.